# Xingcheng
Xingcheng (兴城市S, XīngchéngP) è una città-contea della Cina, situata nella provincia di Liaoning e amministrata dalla prefettura di Huludao.